# Gepäcktriebwagen

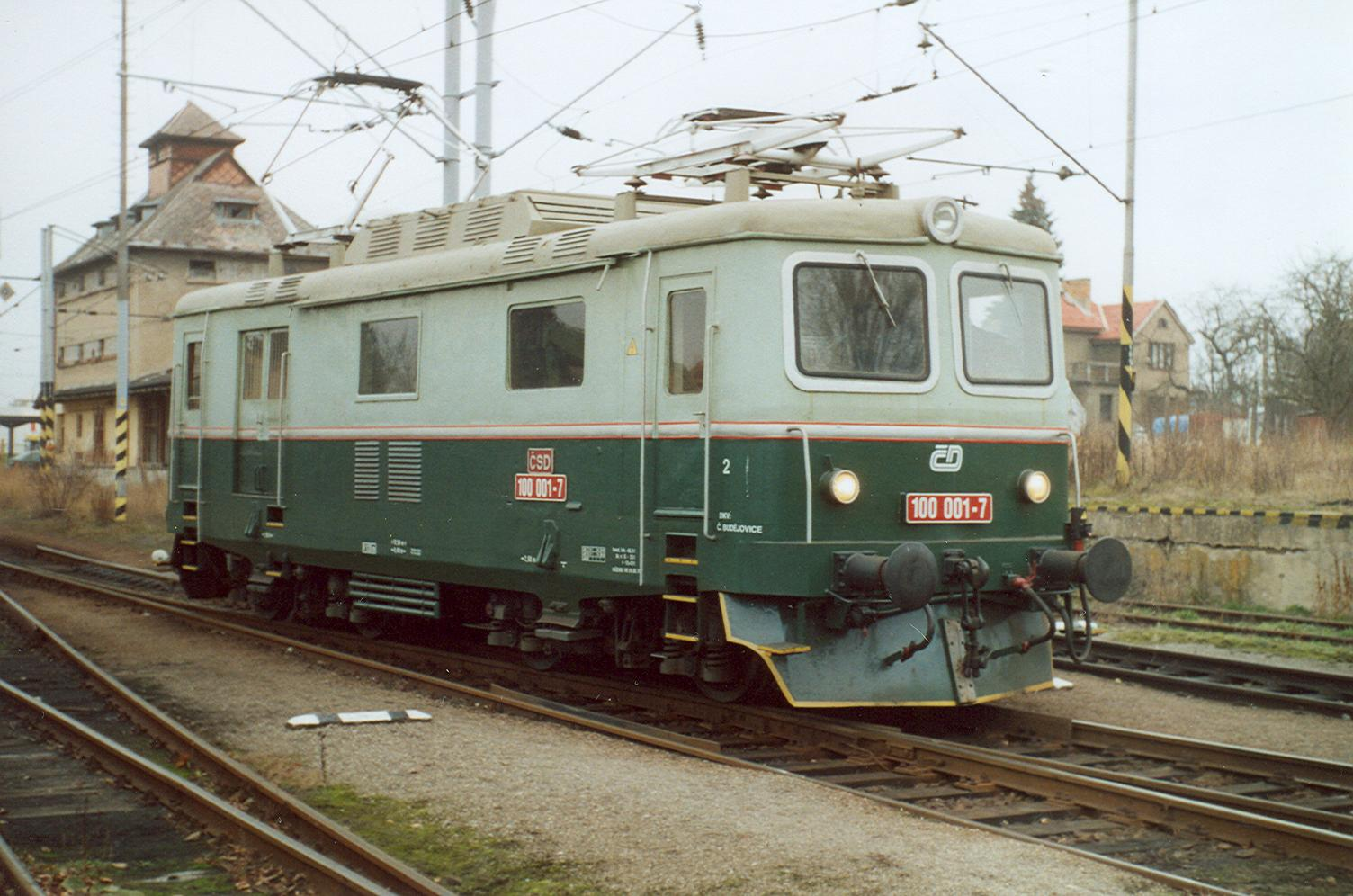
Die Baureihe E 422.0 der tschechischen Staatsbahn

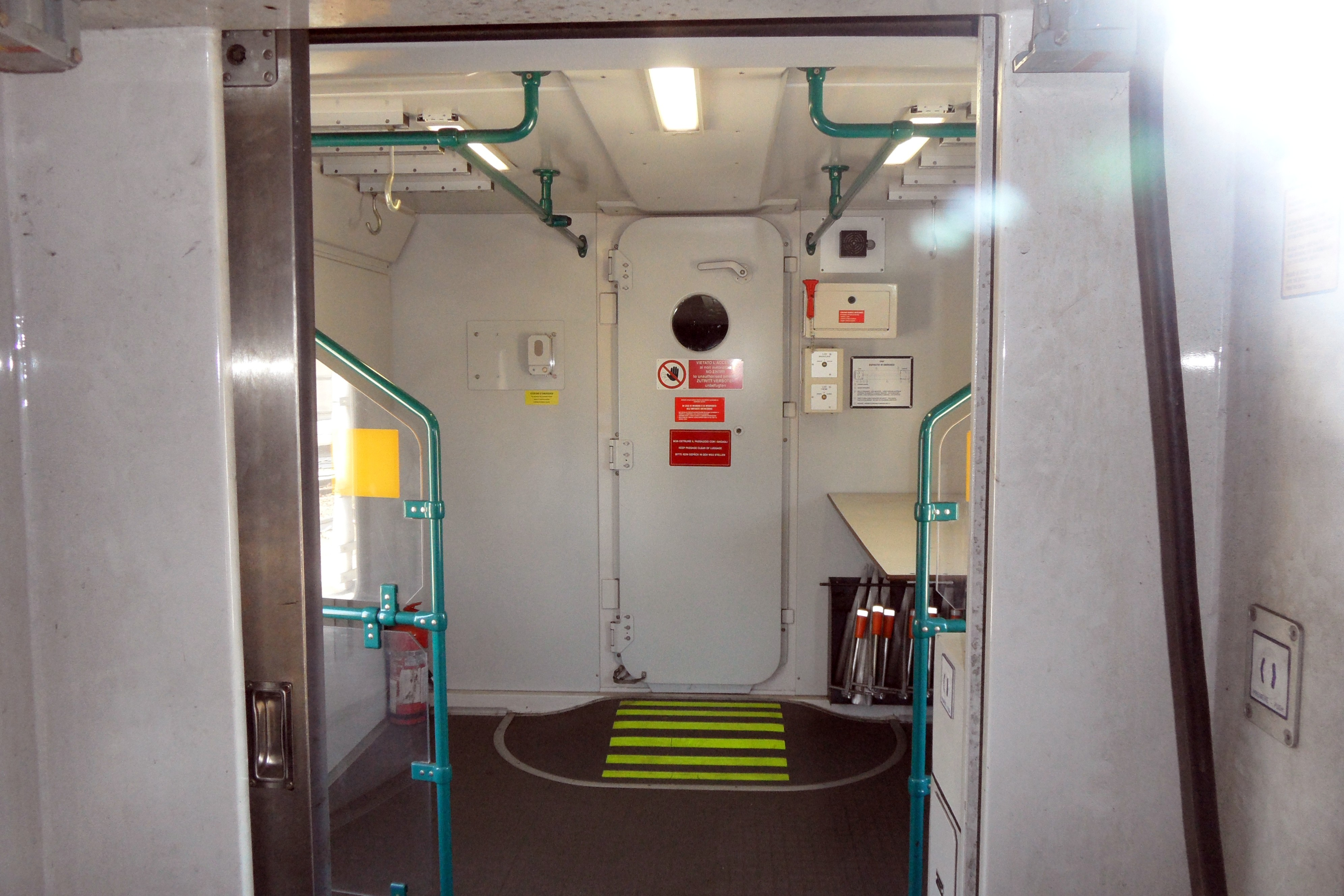
Gepäckraum einer italienischen E.464 vom Wagenübergang aus

Als Gepäcktriebwagen (veraltet Gepäckmotorwagen) oder auch Gepäcklokomotive wird bei der Eisenbahn ein Triebfahrzeug bezeichnet, das über ein Gepäck-Abteil, aber keine Möglichkeit zur Reisendenbeförderung verfügt. Die Grenze zum Gütertriebwagen ist nicht klar definiert, da oft Gepäck und Stückgut gemeinsam transportiert werden. Bei Dampflokomotiven mit einem Gepäckabteil spricht man von einem Dampftriebwagen. Die hier behandelten Fahrzeuge dienen meist der ökonomischeren Betriebsführung auf Nebenstrecken mit geringem Gepäckaufkommen, es muss somit kein eigenständiger Gepäckwagen mitgeführt werden. Gepäcktriebwagen dienen in der Regel als Schlepptriebwagen für weitere Personen- oder Güterwagen.

## Preußen

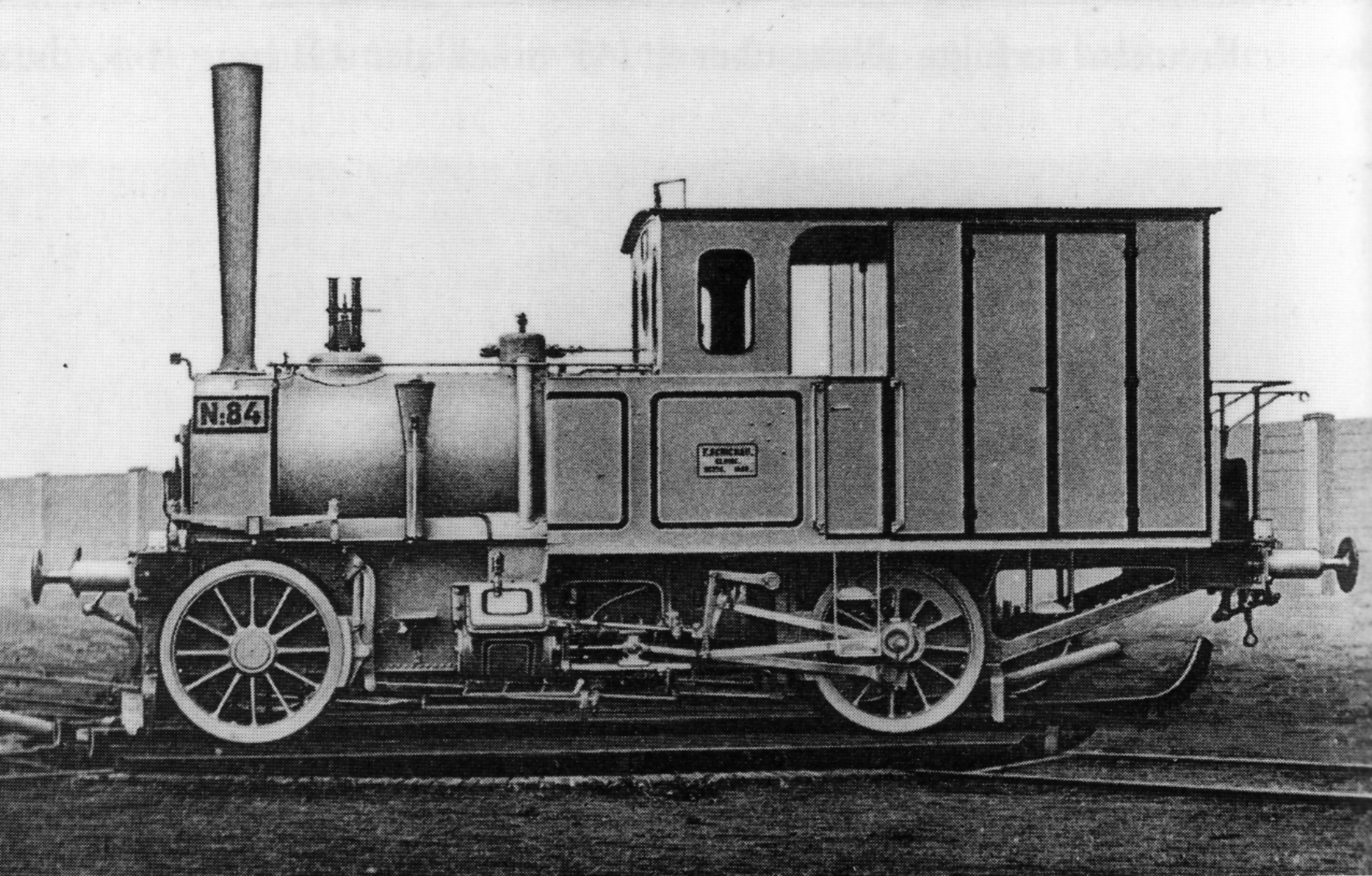
Preußische T 0

1880 wurden von Schichau vier Tenderlokomotiven mit der Achsfolge 1A und zusätzlichem Gepäckabteil gebaut und bei der Direktion Hannover der Preußischen Staatseisenbahnen als Preußische T 0 eingesetzt.
Die dreiteiligen elektrischen Güterzuglokomotiven der Reihe EG 538abc bis EG 549abc besaßen ein Gepäckabteil in der mittleren Sektion, das ihnen den Spitznamen „Möbelwagen“ einbrachte und einen separaten Güterzuggepäckwagen unnötig machte. Die später gebauten Doppellokomotiven der Reihen EG 551/552 bis EG 569/570 sowie EG 571ab bis EG 579ab hatten in jeder Lokomotivhälfte jeweils ein Gepäckabteil. Dennoch waren diese Maschinen zeitlebens als Elektrolokomotiven eingereiht; die Deutsche Reichsbahn bezeichnete sie als Baureihen E 913, E 905 sowie E 927.

## Deutschland

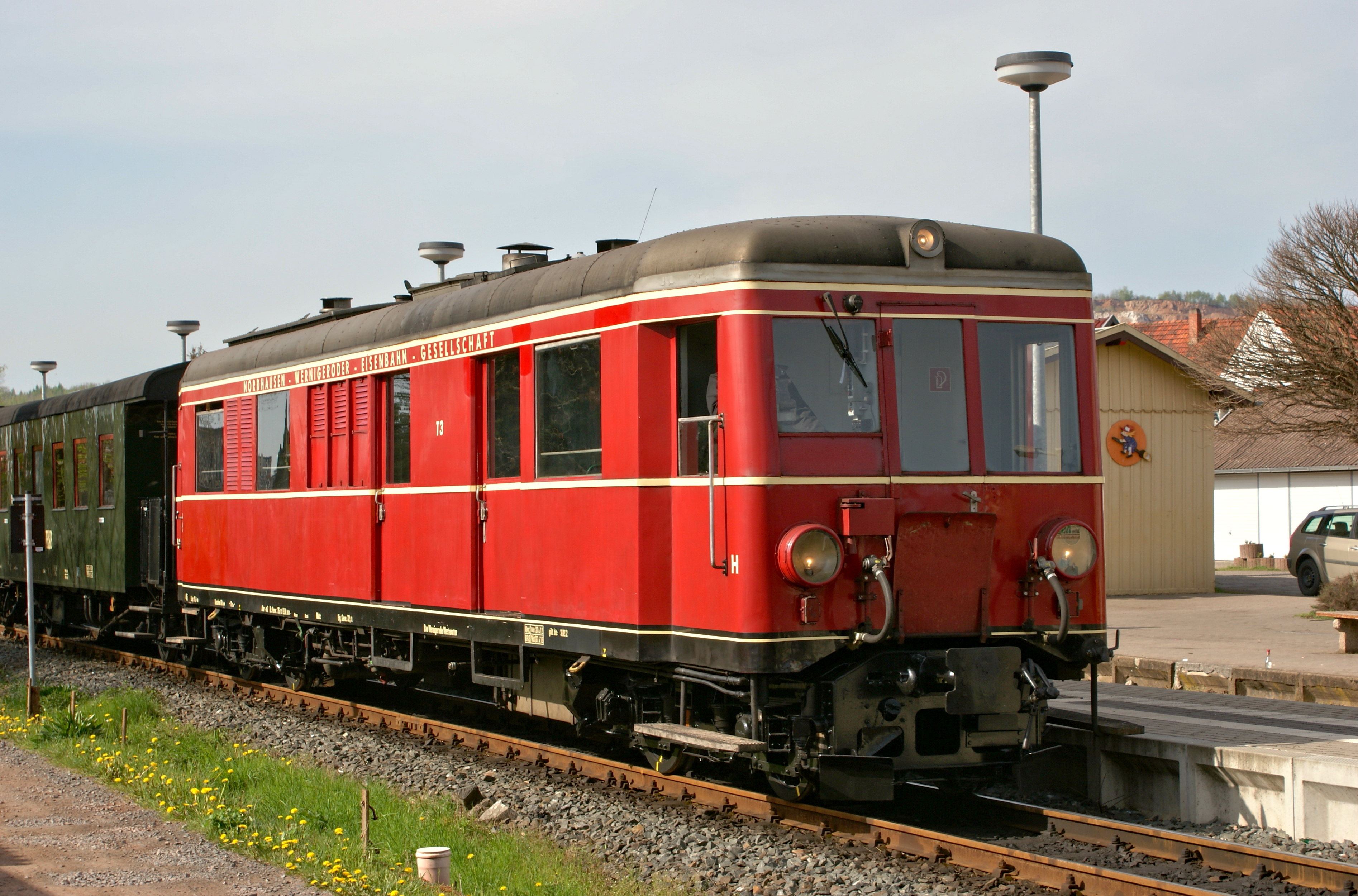
Der T 3 der NWE

Die Deutsche Reichsbahn beschaffte in den 1920er- und 1930er-Jahren einige Exemplare für den Stückgut-Schnellverkehr. Das System konnte sich aber nicht durchsetzen. Nachgewiesen ist der Betriebseinsatz zweier von der Waggonfabrik Wismar hergestellter Dieseltriebwagen (Gattungsbezirk Dresden, GG trieb 30) von 1930 bis 1939. Nach dem Zweiten Weltkrieg baute die Deutsche Bundesbahn zwei ausgemusterte Triebwagen der S-Bahn Hamburg zu Gepäcktriebwagen zum Einsatz im Stückgut-Verkehr auf den S-Bahn-Strecken um. Diese Fahrzeuge mit der Baureihenbezeichnung ET 174 wurden schon nach wenigen Jahren wieder ausgemustert.
Besonders auf Klein- und Nebenbahnen mit elektrischer Traktion wurden jedoch bis zum Zweiten Weltkrieg zur effizienteren Abwicklung des Betriebs zweiachsige Gepäck- bzw. Gütertriebwagen eingesetzt. Der Personenverkehr wurde mit elektrischen Triebwagen durchgeführt; für Güterzüge hätten ansonsten eigene Lokomotiven und Wagen beschafft werden müssen. So besaß zum Beispiel die Schleizer Kleinbahn (GT 1 und GT 2) derartige Fahrzeuge. Auch die Königlich Bayerischen Staatseisenbahnen besaßen ein solches Fahrzeug, das wie die erstgenannten später in den Besitz der Deutschen Reichsbahn überging.
Der Schlepptriebwagen VT 92 501 der Deutschen Bundesbahn hatte im Zuge seines Umbaus keine Innenraumausstattung für Passagiere bekommen. Die Gattungsbezeichnung D weist ihn als Gepäcktriebwagen aus.

## Österreich

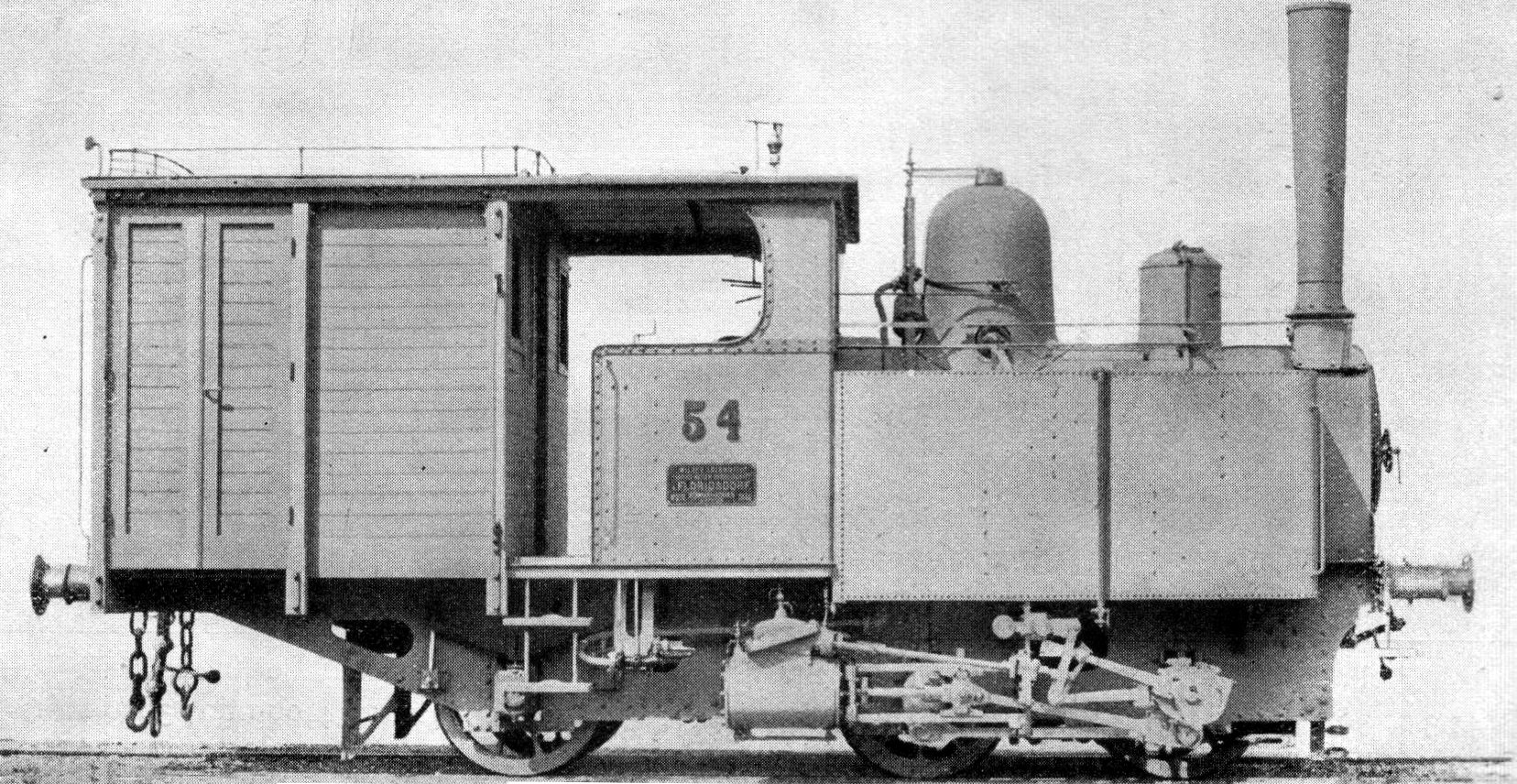
Gepäcklokomotive SB 4 II Nummer 54 der österreichischen Südbahngesellschaft

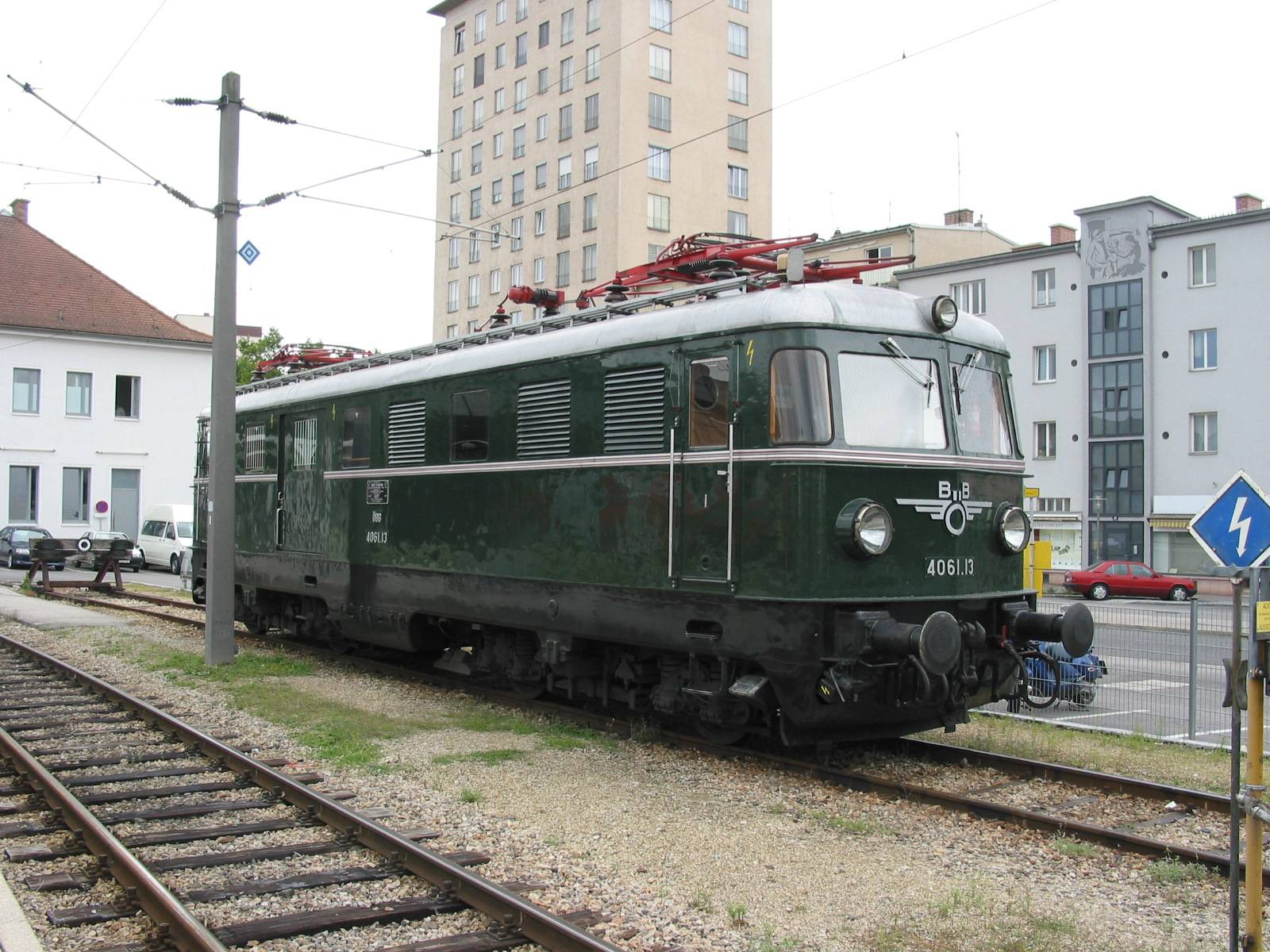
Reihe 4061 der Österreichischen Bundesbahnen

1879 wurden von der Lokomotivfabrik Floridsdorf zwei Tenderlokomotiven mit einem Gepäckraum ausgestattet, mit denen Nebenstrecken kostengünstig bedient werden sollten. Sie wurden bei den kkStB 1909 als kkStB 3.0 bzw. kkStB 3.002 geführt. 1880 folgten neun ähnliche Maschinen, die bei der kkStB ab 1909 als kkStB 4.0 geführt wurden.
Von verschiedenen Bahngesellschaften wurde die 1880–1881 ebenfalls in Floridsdorf gebaute Gepäcklokomotive des Typs SB 4 II mit der Achsfolge B1 eingesetzt.
In den 1930er Jahren wurden von der BBÖ 20 Dampf-Gepäcktriebwagen der Type DT 1 (bei den ÖBB als Reihe 3071 geführt) beschafft, die für den effizienten Betrieb auf Neben-, aber auch Hauptbahnen vorgesehen waren. Zum Einsatz kamen sie vorrangig auf Nebenbahnen und bei Pendlerzügen.
Ebenfalls zu den Gepäcktriebwagen zählt die elektrische Reihe 4061 der Österreichischen Bundesbahnen, die jedoch kaum im Gepäckverkehr eingesetzt wurde und daher nach etwa 20 Jahren zur Lokomotivreihe 1046 umgezeichnet wurde.
Auch die Schmalspur-Diesellokomotiven der BBÖ-Reihe 2041 (spätere ÖBB Reihe 2091) besitzen, von späteren Umbauten abgesehen, ein Gepäckabteil, dennoch wurden sie von den Österreichischen Bundesbahnen als Lokomotiven bezeichnet, nachdem die Deutsche Reichsbahn diese Fahrzeuge zwischen 1938 und 1945 als Triebwagen bezeichnet hatte.
Weitere österreichische Gepäcktriebwagen waren die beiden Exemplare der Baureihe ET 30.

## Schweiz
In der Schweiz gibt es eine große Vielfalt von Gepäcktriebwagen und Gepäcklokomotiven. Lokomotiven mit Gepäckabteil gibt es vor allem bei Meterspurbahnen, beispielsweise die FO HGe 4/4 I. Die verschiedenen Eisenbahngesellschaften und das Bundesamt für Verkehr, kurz BAV, sind unterschiedlicher Meinung, wo die Grenze zwischen Lokomotive und Triebwagen zu ziehen ist. Am deutlichsten wird dies bei der Montreux-Berner-Oberland-Bahn, kurz MOB, die in der Typenbezeichnung die im offiziellen Bezeichnungssystem nicht vorgesehene Kombination von G für Schmalspurlokomotive und D für Gepäcktriebwagen zur GDe 4/4 kombiniert. Der international gültige Kennbuchstabe D für Gepäckabteil wird übrigens erst seit 1962 verwendet; bis dahin wurde der Kennbuchstabe F (französisch: fourgon) benutzt.
Als die SBB aus der BT Re 4/4 einen Triebkopf für die Zürcher S-Bahn-Doppelstockpendelzüge entwickelten ließ, war es naheliegend, den Platz des überzähligen zweiten Führerstandes als Gepäckraum zu nutzen. Trotzdem wurde das Fahrzeug nicht als RDe 4/4 eingereiht, sondern als Re 4/4 beziehungsweise im neuen Bezeichnungssystem als SBB Re 450.
Demgegenüber waren die Vorläufer der SBB Re 4/4 I, die SBB RFe 4/4, klar als Gepäcktriebwagen deklariert. Aus den drei Prototypen wurde nie eine Serie. Beim Verkauf an zwei Privatbahnen wurde die Getriebeübersetzung so geändert, dass bei einer etwas geringeren Höchstgeschwindigkeit eine höhere Zugkraft erreicht wird. Zeitgleich wurden sie zu Fe 4/4- (später dann zu De 4/4-) Gepäcktriebwagen umbezeichnet. 
Bereits mit den ersten elektrischen Triebfahrzeugserien in den 1920er-Jahren beschafften die SBB Gepäcktriebwagen. Diese SBB Fe 4/4 waren von Anfang an mit Vielfachsteuerung ausgerüstet und dazu bestimmt, zusammen mit Steuerwagen oder mit weiteren Triebwagen Fe 4/4 oder Ce 4/6 Wendezüge, in der Schweiz als Pendelzüge bezeichnet, zu bilden, also fixe Kompositionen, die vor allem im Vorortsverkehr ein schnelles Wenden ohne Rangieren an den Endbahnhöfen ermöglichen sollten. Das Konzept bewährte sich, wurde aber von den SBB anfänglich nur zögerlich und nicht mehr mit reinen Gepäcktriebwagen weitergeführt, sondern mit Triebwagen, die auch ein Gepäckabteil hatten, zum Beispiel den SBB BDe 4/4.
Auch für ihre einzige Schmalspurstrecke für den gemischten Adhäsions- und Zahnradantrieb, die Brünigbahn, beschafften die SBB anlässlich der Elektrifizierung während des Zweiten Weltkrieges Gepäcktriebwagen. Diese SBB Fhe 4/6 bewährten sich als Triebfahrzeuge hervorragend und die letzten Exemplare schieden erst 2013, nach 72 Dienstjahren, definitiv aus dem Regelverkehr aus. Allerdings wurde der Gepäckraum kaum genutzt, was damit zusammenhing, dass selten dasselbe Triebfahrzeug von Luzern bis Interlaken Ost durchlief, denn dazwischen waren ein Zahnradabschnitt teilweise mit Vorspann und in Meiringen eine Spitzkehre zu bewältigen. So führte jeder Zug neben dem Gepäcktriebwagen einen Gepäckwagen mit, solange noch Gepäcktransporte mit den Zügen durchgeführt wurden.
Auch die Vorgängerinnen der Matterhorn-Gotthard-Bahn beschafften in den 1970er-Jahren Gepäcktriebwagen, die FO Deh 4/4 I, BVZ Deh 4/4 und FO Deh 4/4 II. Hier waren sie aber von Anfang an für den Pendelzugverkehr vorgesehen, nur einzelne Fahrzeuge wurden und werden als Lokomotiven – auch vor Güterzügen – eingesetzt.
Eine letzte erwähnenswerte, inzwischen fast verschwundene Kategorie von Gepäcktriebwagen sind die für den Güterverkehr auf Schmalspurbahnen beschafften Fahrzeuge. Überlebt hat das zweiachsige Einzelstück der Berninabahn als Rangierfahrzeug, aber nach wie vor als De 2/2 151 bezeichnet. Noch im Güterverkehrseinsatz befindet sich der moderne, 1987 gelieferte De 4/4 121 der Aare Seeland mobil.

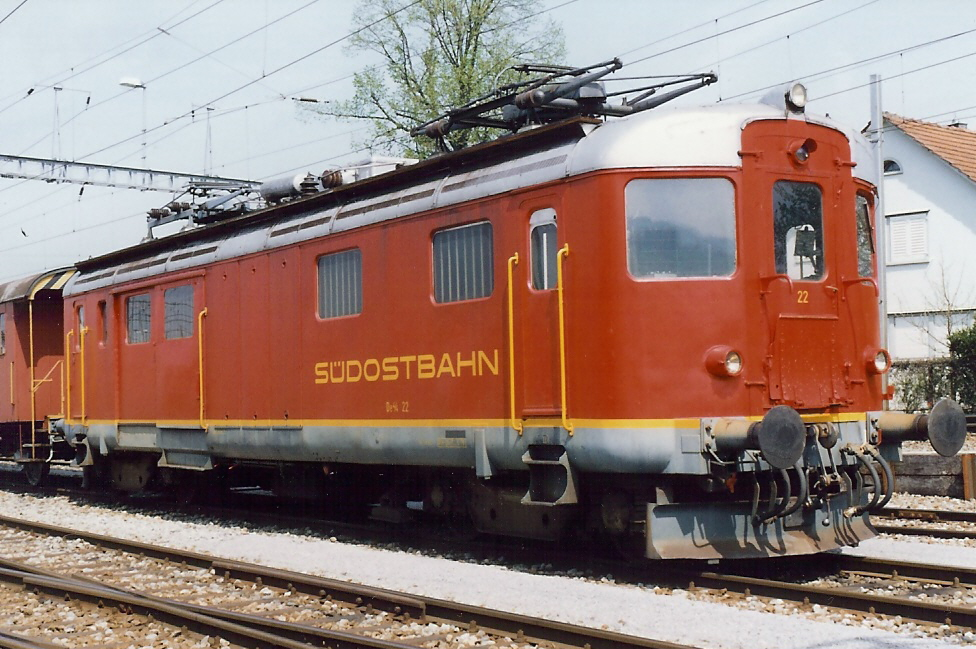
Die Schweizer Baureihe RFe 4/4, hier nach der Änderung der Getriebeübersetzung als SOB De 4/4 in Samstagern 1995
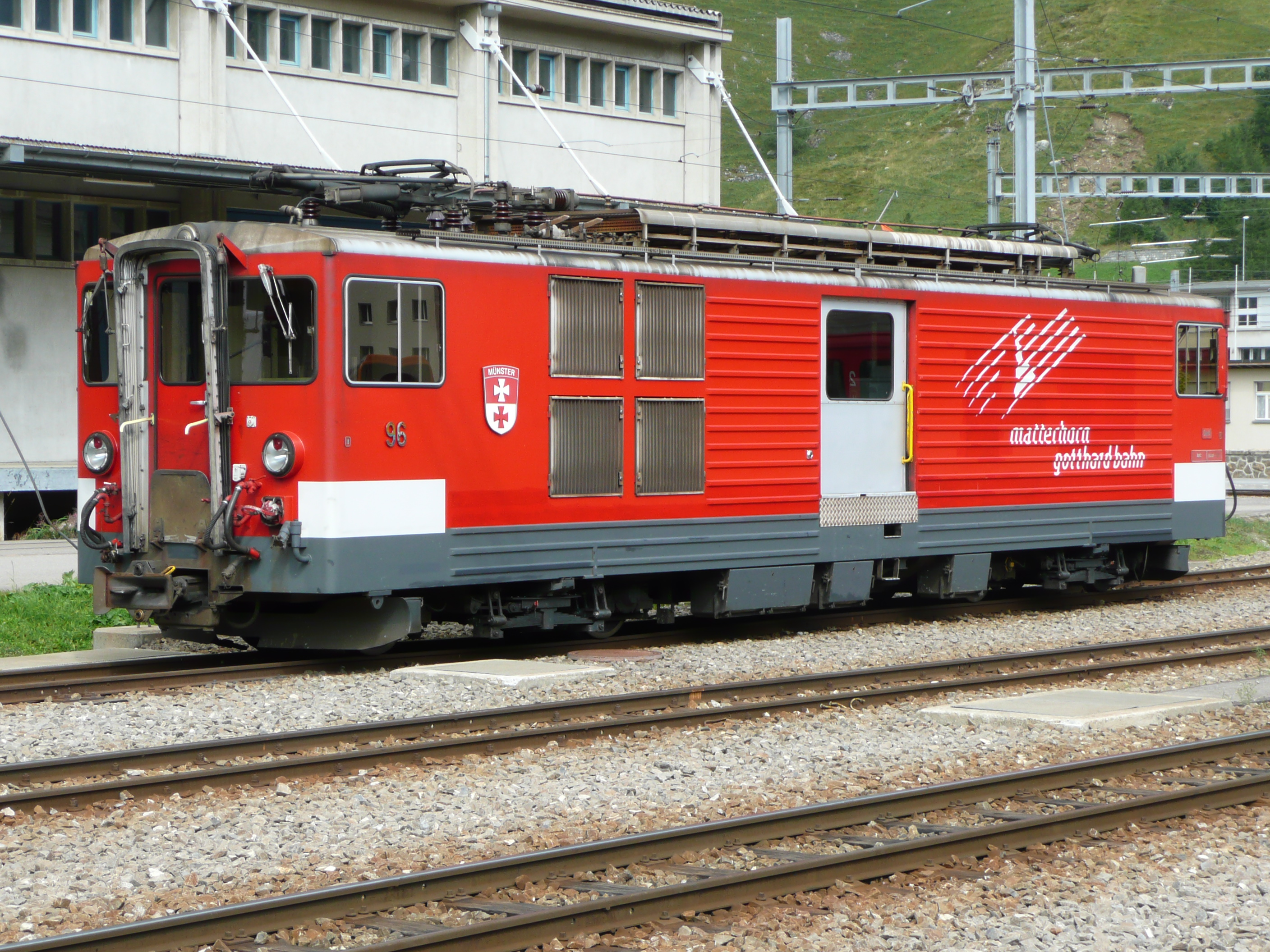
Ein Deh 4/4 der Matterhorn-Gotthard-Bahn in Andermatt 2008
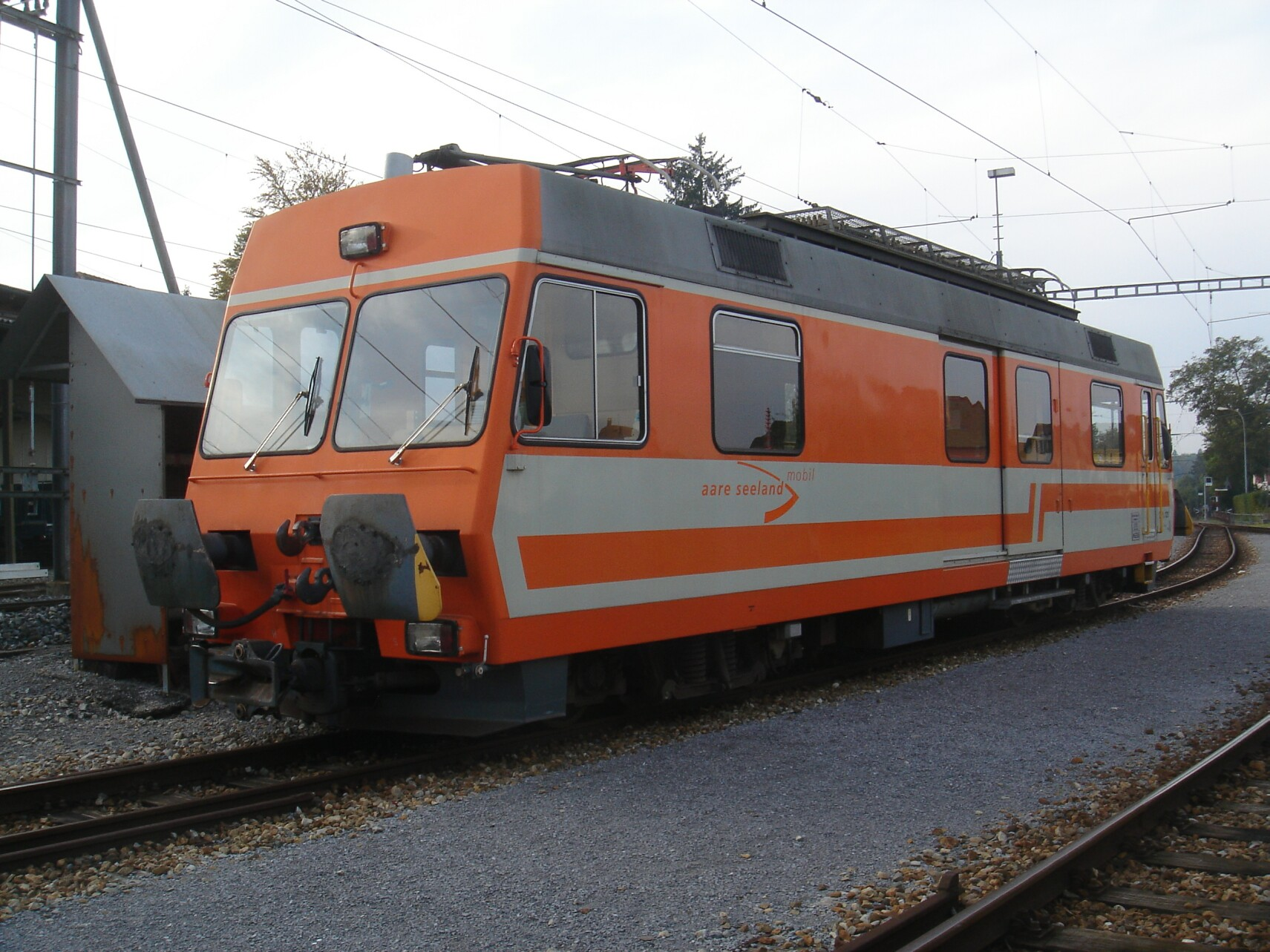
Gepäcktriebwagen De 4/4 121 der ASm von 1987 in Langenthal 2006
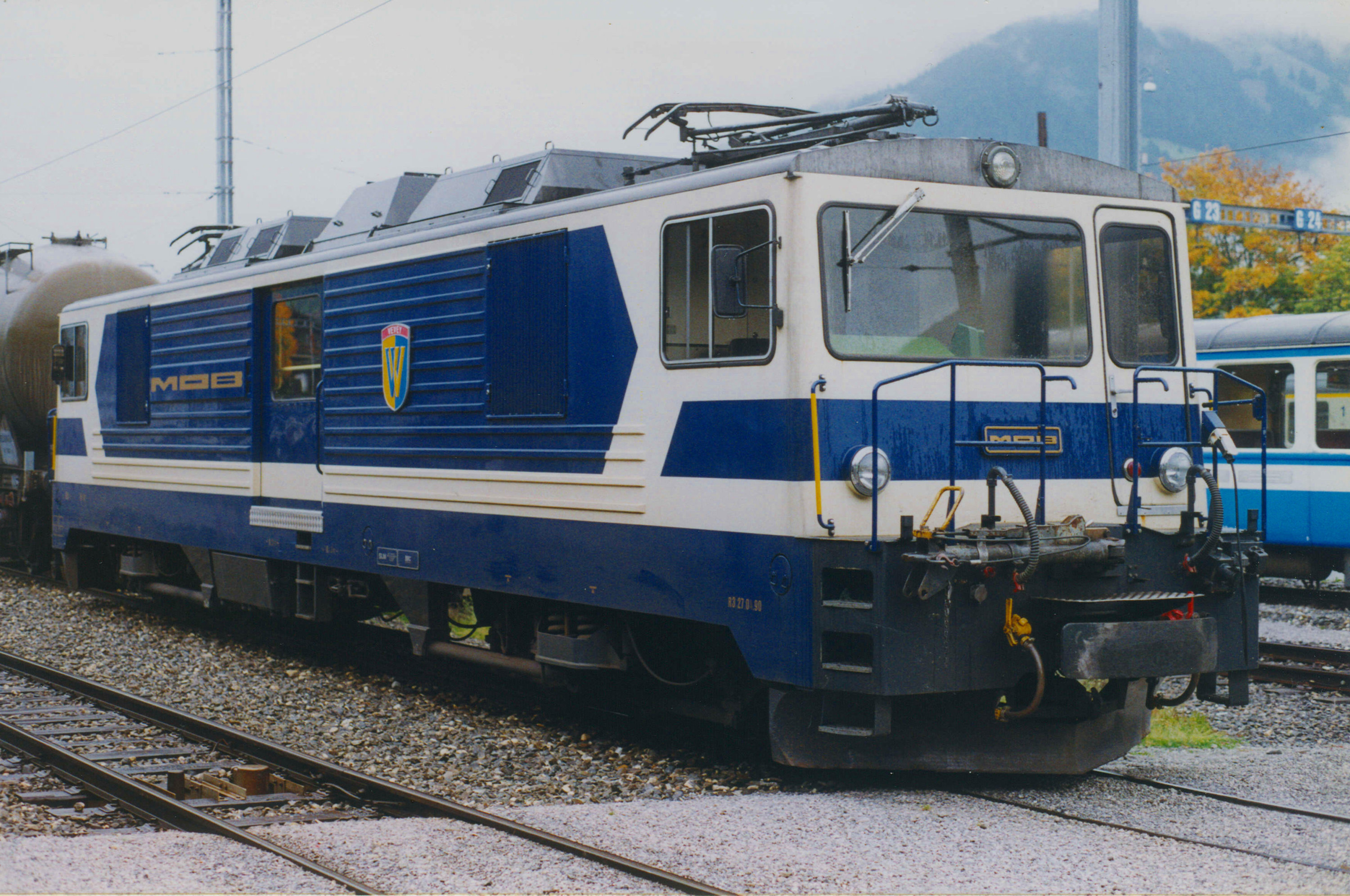
MOB Gepäcktriebwagen GDe 4/4 6001 Vevey in Zweisimmen 1998
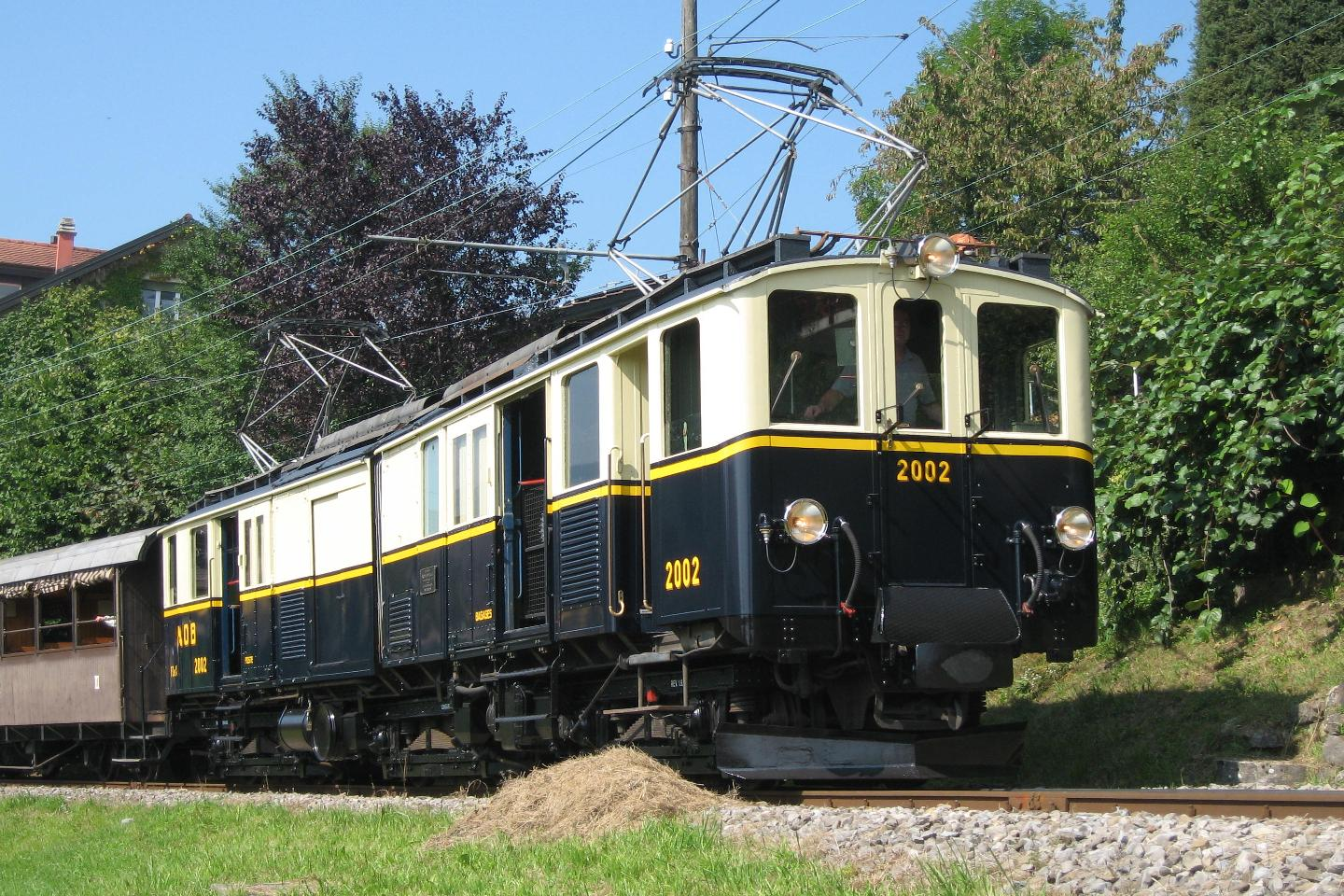
Kombinierter Gepäck- und Posttriebwagen der MOB, ausgeführt als Gelenkfahrzeug mit Jakobsdrehgestell bei Blonay 2012

## Belgien

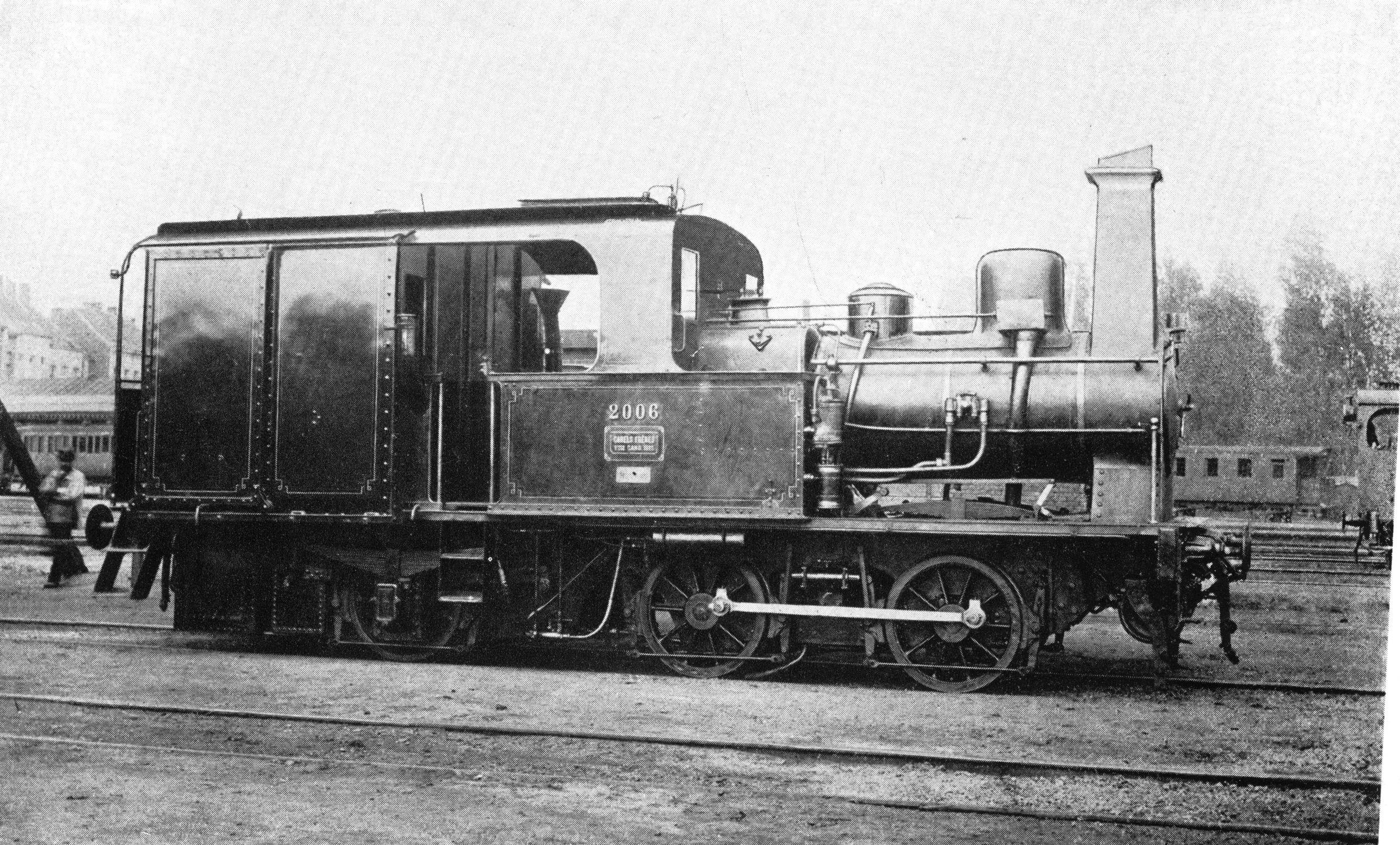
Gepäcklokomotive Type 1 der belgischen Staatsbahnen

Die belgischen Chemins de fer de l'État Belge (EB) setzten ab 1886 Gepäcklokomotiven ein. Meist wurden daran ein oder zwei Personenwagen angehängt. Die EB ließ zwischen 1886 und 1889 bei fünf verschiedenen Lokomotivfabriken insgesamt 46 solche Lokomotiven bauen.

## Frankreich

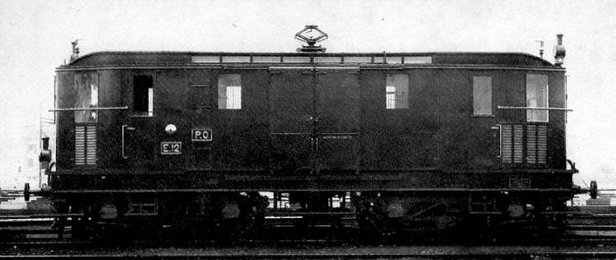
E 12 der P.O.

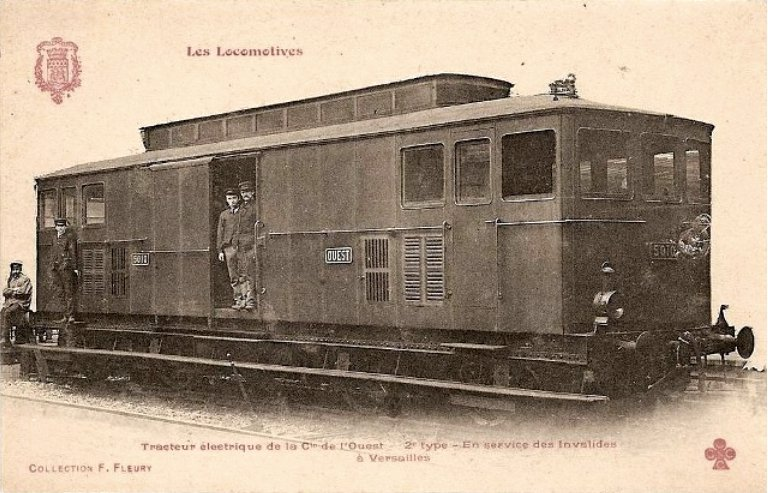
Gepäcklokomotive 5010 der l’Ouest

Ab 1885 setzten die Chemins de fer de l’État Gepäck-Dampflokomotiven ein. Eine 1898 gebaute Maschine wurde auf der Weltausstellung in Paris 1900 präsentiert.
Die vierachsigen Elektrolokomotiven E 1 bis E 13 entstanden zwischen 1900 und 1907 für die Compagnie du chemin de fer de Paris à Orléans (P.O.). Sie bezogen ihren Fahrstrom aus einer seitlichen Stromschiene, wiesen aber auch einen kleinen Scherenstromabnehmer für den Verkehr unter einer Oberleitung auf. Eingesetzt wurden sie im Tunnel zwischen den Pariser Bahnhöfen Gare d’Austerlitz und Gare d’Orsay. Abweichend von der Serie wiesen die Lokomotiven E 9 bis E 13 statt des Mittelführerstands zwei Führerstände an den Fahrzeugenden auf. Im zentralen Berich des Fahrzeugs wurde ein Gepäckabteil angelegt. Zwischen 1930 und 1937 wurden die E 1 bis E 8 für den Einsatz im Rangierverkehr angepasst, die 1938 gegründete SNCF übernahm die Maschinen als Baureihe BB 1280 (Betriebsnummern 1281 bis 1293). Die BB 1292 (vormalige E 12) wurde 1948 in die Version mit Mittelführerstand umgebaut. Vier Lokomotiven (BB 1289–1291 und BB 1293) behielten beide Führerstände und das Gepäckabteil. Sie wurden unter anderem vor bahninternen Personalzügen zum Bahnbetriebswerk Vitry-sur-Seine eingesetzt. Nach 60 Dienstjahren wurden die BB 1280 zwischen 1965 und 1967 abgestellt.
Bei der französischen Chemins de fer de l’Ouest waren ab 1900 zehn Elektrolokomotiven (5000 bis 5010) mit Gepäckabteil auf der Strecke zwischen Invalides und Issy-Plaine, ab 1902 bis nach Versailles, im Einsatz. Dies war die erste elektrifizierte Strecke in Frankreich mit Regelbetrieb.

## Vereinigtes Königreich

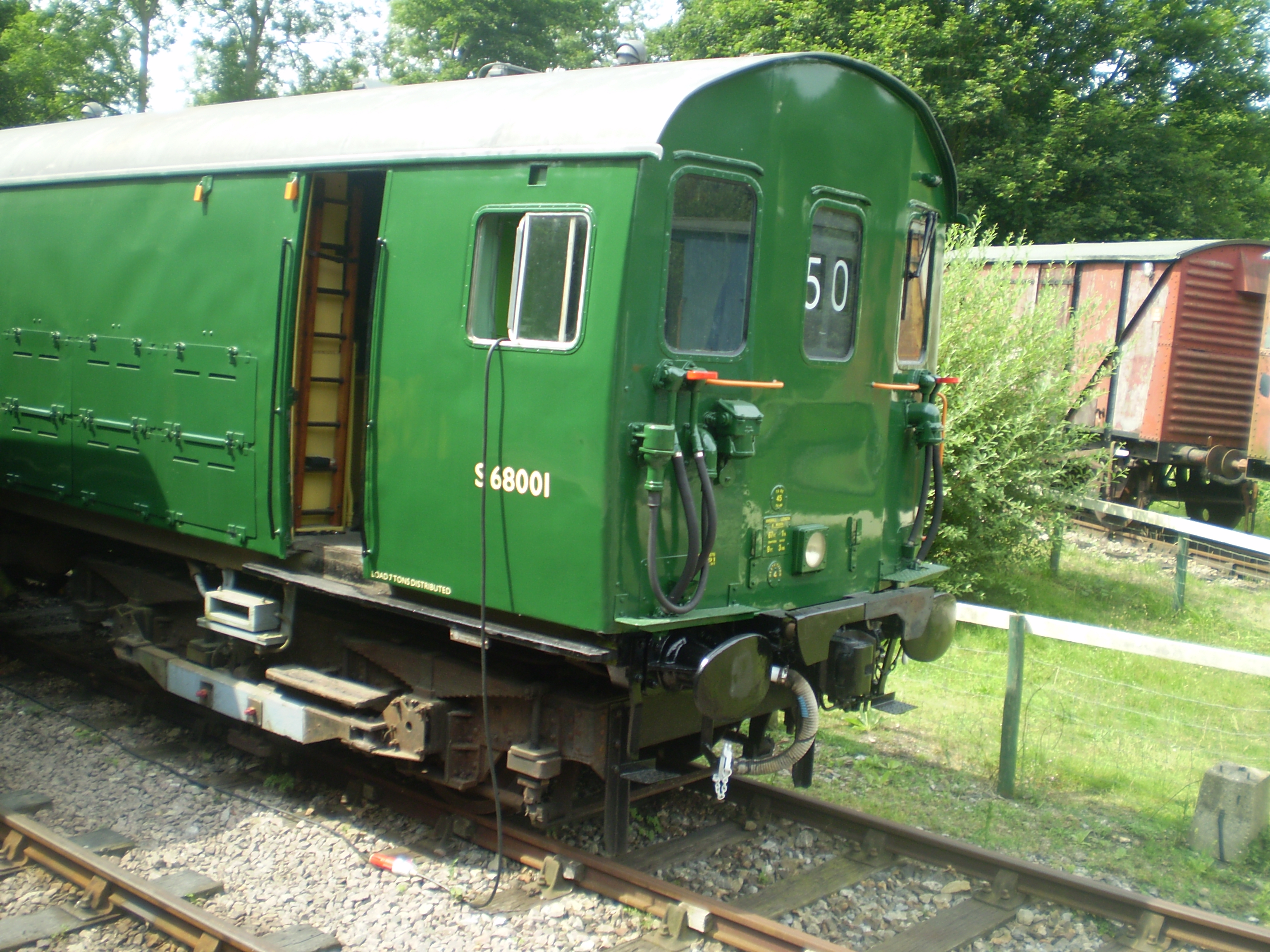
"Boat train"-Gepäcktriebwagen der Class 419, farblich in den Ursprungszustand zurückversetzt

In Großbritannien finden sich kaum Gepäcktriebwagen, aber eine besonders ausgestattete Baureihe von zehn Fahrzeugen war 1959 bis 1992 im Einsatz. Bei den "Boat trains", die als Anschlusszüge an die Fährschiffe zwischen Dover oder Folkestone und London verkehrten, waren umfangreichere Beförderungskapazitäten für Reisegepäck notwendig als bei anderen Zügen. Dazu kam, dass die Gleise in den Hafenanlagen nicht vollständig mit der hier üblichen dritten Schiene elektrifiziert waren, unter anderem weil Drehbrücken passiert werden mussten. So entstanden als Ergänzung der vierteiligen Triebzüge, die oft zu zweien gekuppelt die boat trains bildeten, Einzelfahrzeuge der BR Klasse 419 mit einem Gepäckraum und Traktionsbatterien, die ein Bewegen des Zuges auch ohne Stromschienen erlaubten. Diese Batterien konnten wieder geladen werden, sobald Gleichstrom aus dem Netz zur Verfügung stand. Mit der Eröffnung des Kanaltunnels verschwanden die "boat trains", und die «Motor Luggage Vans» (MLV) wanderten in den Dienstfahrzeugpark ab. Acht der zehn Gepäcktriebwagen sind bei drei Museumsbahnen noch vorhanden.

## Ungarn
- MÁV-Baureihe MDmot